# Heniochus diphreutes
Espèce
Statut de conservation UICN

 LC  : Préoccupation mineure
Heniochus diphreutes, communément nommé poisson-cocher grégaire, est un poisson osseux de petite taille appartenant à la famille des Chaetodontidae natif de la mer rouge et du bassin Indo-Pacifique.

## Description

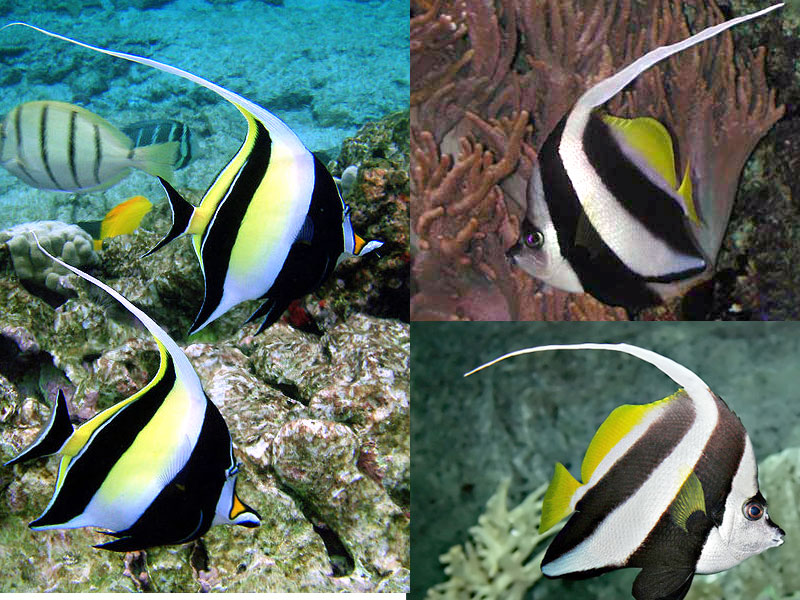
Comparaison entre trois espèces très similaires : le zancle cornu Zanclus cornus (gauche), le poisson-cocher grégaire Heniochus diphreutes (en haut) et le poisson-cocher commun Heniochus acuminatus (en bas)

Le poisson-cocher grégaire est un poisson de petite taille qui peut atteindre une longueur maximale comprise entre 18 cm et 21 cm selon les auteurs ,,.

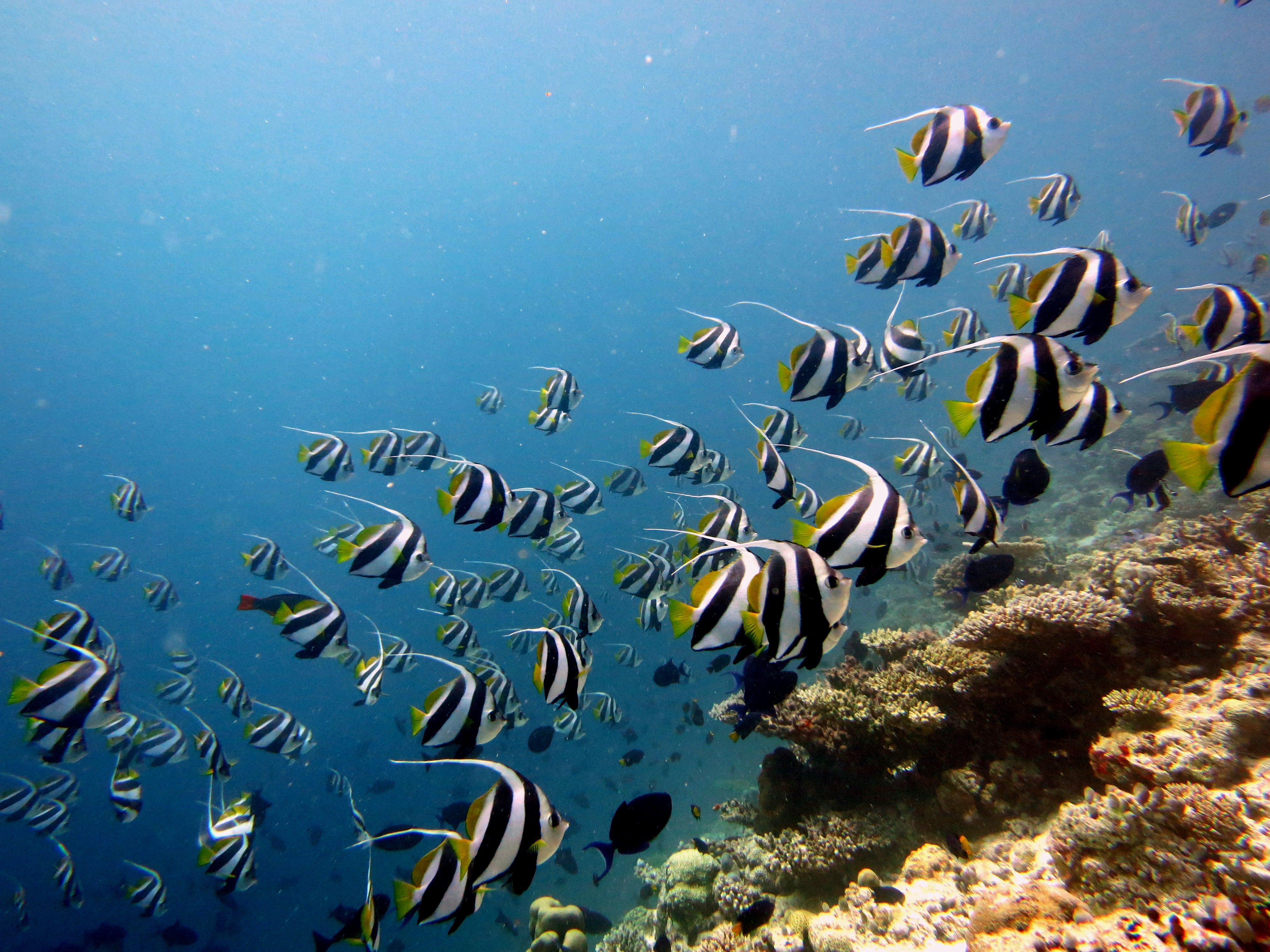
Heniochus diphreutes est un poisson grégaire, ici aux Maldives

Son corps est compressé latéralement, les premiers rayons de sa nageoire dorsale s'étirent en un long filament blanc. Le corps est blanc avec deux bandes noires plus ou moins verticales. Au-delà de la deuxième bande noire, la nageoire dorsale et caudale sont jaunes ainsi que les nageoires pectorales. La tête est blanche, les yeux sont noirs et reliés entre eux par une bande grisâtre à noire. Le museau, taché de gris, peu prononcé est doté d'une petite bouche protractile terminale.
Le poisson-cocher grégaire peut facilement être confondu avec son congénère le poisson-cocher commun (Heniochus acuminatus) et aussi avec le zancle cornu (Zanclus cornutus). Les différences majeures et visibles sont : un museau plus long pour le poisson-cocher commun et les taches sur son museau sont plus sombres, la nageoire anale du poisson-cocher commun est plus étendue et a une terminaison arrondie contrairement au poisson-cocher grégaire qui possède une terminaison plus réduite et plus angulaire.

## Distribution & habitat
Le poisson-cocher grégaire est présent dans les eaux tropicales, subtropicales et tempérées du bassin Indo-Pacifique soit des côtes orientales de l'Afrique, mer Rouge incluse, à la Polynésie, Hawaii compris, et du sud du Japon aux îles Kermadec (Nouvelle-Zélande),.
Le poisson-cocher grégaire apprécie les pentes récifales externes ainsi que les passes dont la profondeur est variable selon les zones géographiques soit de 5  à   30 mètres de profondeur en général mais avec une profondeur maximale de 210 mètres,. Les juvéniles quant à eux vivent en groupe autour de massifs coralliens isolés en zone peu profonde.

## Biologie
Le poisson-cocher grégaire, comme son nom le suppose, vit en larges groupes de quelques dizaines d'individus à plusieurs centaines voire plusieurs milliers d'individus.
Il se nourrit de zooplancton qu'il capture en pleine eau et occasionnellement d'invertébrés lorsqu'il agit en déparasiteur tout comme les juvéniles ,,.

## Statut de conservation
L'espèce ne fait face à aucune menace importante en dehors d'une collecte localisée pour l'aquariophilie dans certaines zones géographiques, le poisson-cocher grégaire est toutefois classé en "préoccupation mineure"(LC) par l'UICN.